# Santorini
Santorini, Santorin nebo Théra (řecky Σαντορίνη nebo Θήρα) je souostroví a obec na rozhraní Egejského a Krétského moře, které se nachází na jižním okraji souostroví Kyklady v Řecku. Hlavním a zdaleka největším ostrovem, obepínajícím obloukovitě celý sever, východ a jih souostroví je Théra, na severozápadě jeho protějšek tvoří ostrov Thirasia a obvod na západě uzavírá ostrůvek Aspronisi. Uprostřed mezi nimi leží dvojice ostrovů Nea Kaimeni a Palea Kaimeni. Souostroví se nachází 110 km severně od Kréty a 220 km jihovýchodně od Athén. Tvoří zároveň stejnojmennou obec o rozloze 92,5 km². Nejvyšším bodem je Profitis Ilias na ostrově Théra s nadmořskou výškou 567 m.

## Obyvatelstvo
V roce 2011 žilo v obecní jednotce 15550 obyvatel. Celé souostroví tvoří jednu obec a dvě obecní jednotky, které se skládají z komunit a jednotlivých sídel, tj. měst a vesnic. V závorkách je uveden počet obyvatel jednotlivých komunit.
- Obec Santorini (15550)
- Obecní jednotka Théra (14005) — Akrotiri (489), Emborios (3085), Episkopi Gonias (1462), Exo Gonias (395), Fira (1857), Imerovigli (535), Katerados (1293), Megalochori (594), Mesaria (2092), Pirgos Kallisti (912), Vothonas (756), Vouvoulos (535),
- Obecní jednotka Oia (1545) — Oia (1226), Thirasia (319)

Sídel je celkem 47: na hlavním ostrově Théra je jich 36, dalších 5 sídel je na ostrově Thirasia a zbytek obce tvoří ostatní ostrovy a ostrůvky souostroví.

## Geografie
Z původního ostrova zůstaly jen obvodové části, obklopující až 400 m hlubokou lagunu. Má oválný tvar o rozměrech zhruba 17 km od severozápadu k jihovýchodu a šířce 13 km. Zatímco z vnější strany se povrch od pobřeží zvedá postupně, směrem dovnitř laguny spadají do moře 200 až 300 m vysoké skalní stěny.

### Ostrovy
|   | ostrov       | řecky         | rozloha (km²) | Pobř. (km) | N.v. (m) | nejvyšší vrchol | Obyv.  | Hust.  | obecní jednotka | komunity   |
| - | ------------ | ------------- | ------------- | ---------- | -------- | --------------- | ------ | ------ | --------------- | ---------- |
| 1 | Théra        | Θήρα          | 79,194        | —          | 567      | Profitis Ilias  | 15 230 | 192,31 | Théra, Oia      | 13 komunit |
| 2 | Thirasia     | Θηρασία       | 9,246         | —          | 294      | Profitis Ilias  | 319    | 34,50  | Oia             | Thirasia   |
| 3 | Nea Kameni   | Νέα Καμένη    | 3,338         | —          | 127      | —               | 0      | 0,00   | Théra           | Fira       |
| 4 | Palea Kameni | Παλαιά Καμένι | 0,525         | —          | 98       | —               | 1      | 1,90   | Théra           | Fira       |
| 5 | Aspronisi    | Ασπρόνησι     | 0,142         | —          | 74       | Agnosto Onoma   | 0      | 0,00   | Théra           | Fira       |

## Dějiny

### Název
Současný název Santorini dostalo souostroví až v dobách latinského císařství ve 13. století podle svaté Ireny (Sancta Irene). Dřívější názvy souostroví zněly Kallístē (Καλλίστη, "ta nejkrásnější"), Strongýlē (Στρογγύλη, "kruhová" resp. "kulatá"), nebo Thēra.

### Vazba na České země
Dne 16. listopadu 1477 byl vysvěcen na titulárního biskupa baziliky sv. Ireny na ostrově Santorini Augustin Luciani. Od roku 1482 až do smrti 1493 působil v českých zemích a utrakvistům (české a moravské církvi podobojí) světil jáhny a kněze. Byl pochován v chrámu Panny Marie (Matky Boží) před Týnem na Staroměstském náměstí v Praze.

### Sopečný výbuch
Nynější souostroví je zbytkem velkého sopečného ostrova (nazývaný ve své době Thēra), jehož střed byl rozmetán mohutným výbuchem. K sopečné erupci Santorin došlo někdy na přelomu 17. století př. n. l. a 16. století př. n. l. (Druhá přechodná doba). Jedná se patrně o jeden z nejsilnějších sopečných výbuchů známých člověku, který svou silou mnohonásobně převýšil slavný výbuch sopky Krakatoa v roce 1883 (podle některých odhadů až 10×). Jím vyvolaným klimatickým změnám a vlnám tsunami je připisován pád mínojské civilizace, dává se do souvislosti s některými z biblických deseti egyptských ran. Po erupci v Egyptě následovala Nová říše, jejíž zakladatel Ahmose I. je identifikován jako faraon, který vystupuje v příběhu Exodus. Někdy se tato katastrofa považuje za zdroj pověsti o Atlantidě. Síla výbuchu se odhaduje kolem 2 400 megatun TNT. Pro představu, hirošimská bomba explodovala se silou 15 kilotun TNT, Théra se tedy vyrovnala svojí silou 160 000 hirošimským bombám. Nejsilnější lidstvem vytvořená bomba, nazývaná car-bomba, byla i při své síle výbuchu 50 megatun TNT stále 48krát slabší než výbuch ostrova Théra.

## Náboženství
Je zde římskokatolická minorita. Diecéze Santorini (Théra), sufragánní (podřízená) arcidiecézi Naxos, vznikla v roce 1204. V roce 2014 měla v jedné farnosti 1 řeholního kněze, 1 stálého jáhna, 1 řeholníka a 16 řeholnic a 500 věřících (tvořili tak 4 % z 12 360 obyvatel).